# Anita Włodarczyk
Anita Włodarczyk, född den 8 augusti 1985 i Rawicz, är en polsk friidrottare som tävlar i släggkastning. Hon har världsrekordet på 82,98 meter.
Włodarczyks första internationella mästerskapsfinal var i Olympiska sommarspelen 2008 där hon placerade sig på en sjätte plats med ett kast på 71,56 meter. Samma år blev hon trea vid IAAF World Athletics Final 2008 i Stuttgart med ett kast på 70,97. Vid VM i friidrott i Berlin slog hon världsrekord med ett kast på 77,96 m, vilket gav henne guldet. Resultatet kom i andra omgången; därefter tvingades hon avbryta tävlingen då hon efter världsrekordkastet jublande sprang mot publiken, varvid hon stukade foten.
Under en tävling i polska Bydgoszcz i juni 2010 förbättrade hon sitt världsrekord till 78,30. Trots att hon hade slagit världsrekordet tidigare under året blev hon bara bronsmedaljör vid EM 2010.
Den 1 augusti 2015 kastade Włodarczyk 81,08 meter i en tävling i Cetniewo och blev därmed den första kvinnliga släggkastaren att komma över 80 meter.
Den 15 augusti 2016 under OS i Rio de Janeiro kastade Włodarczyk nytt världsrekord 82,29 meter. Włodarczyks världsrekord från OS i Rio de Janeiro klarade sig dock bara i 13 dagar, då det blev slaget av henne själv den 28 augusti 2016 på en tävling till Kamila Skolimowskas Minnesmärke i Warszawa. Hon kastade då 82,98 meter.
Vid olympiska sommarspelen 2020 i Tokyo tog Włodarczyk guld i damernas släggkastning med ett kast på 78,48 meter. Det var hennes tredje raka OS-guld.